# 2007 RX326
2007 RX326 est un objet transneptunien faisant partie des cubewanos, mais qui pourrait faire partie de la famille de la Famille de Hauméa. 

## Caractéristiques
2007 RX326 mesure environ 140 km de diamètre.